# Procanace novaeguineae
Procanace novaeguineae är en tvåvingeart som beskrevs av Mercedes Delfinado 1970. Procanace novaeguineae ingår i släktet Procanace och familjen Canacidae. Inga underarter finns listade i Catalogue of Life.